# Robert McCool
Robert M. McCool (nacido en 1973), más conocido como Rob McCool, es un desarrollador de software.

## Biografía
McCool fue el autor del servidor web NCSA HTTPd original, más tarde conocido como el Servidor Apache HTTP. Él escribió la primera versión, mientras que cursaba sus estudios de posgrado en la Universidad de Illinois en Urbana-Champaign, donde trabajó con el equipo original del navegador web NCSA Mosaic. Su hermano gemelo, Mike, también asistió a la universidad y se unió al equipo para trabajar en un puerto de Mosaic para el ordenador Macintosh. Los hermanos recibieron sus grados de licenciatura de la universidad en 1995. Ambos asistieron a la escuela secundaria en la Academia de Matemáticas y Ciencias de Illinois (clase de 1991).
Una de las muchas contribuciones de Robert, fue el establecimiento de la primera especificación de la interfaz de entrada común (CGI), en colaboración con otros en la lista de correo www-talk, y proporcionar una implementación de referencia de la versión CGI 1.0 del servidor web NCSA httpd . La especificación de CGI, se presentó en diciembre de 1993, resultó ser un elemento clave en la toma de la World Wide Web y la dinámica interactiva.
McCool trabajó para Netscape, contribuyendo al Netscape Enterprise Server y otros sistemas de servidor. Más tarde, en la Universidad de Stanford, fue coautor de los sistemas de TAP y KDD para el aumento automático del contenido de la web generados por el hombre. También es el autor de varias revistas y artículos de conferencias en la búsqueda semántica, web semántica y la procedencia del conocimiento.
A la fecha McCool reside en Menlo Park, California.